# William Herbert, 1. jarl af Pembroke (død 1469)
William Herbert, 1. jarl af Pembroke KG (født ca. 1423, død 27. juli 1469), kendt som "Black William", var en walisisk adelsmand, soldat, politiker og hofmand. Han var søn af William ap Thomas, grundlægger af Raglan Castle, og Gwladys ferch Dafydd Gam og barnebarn af Dafydd Gam, en støtte til kong Henrik 5. af England.
Hans far havde været en allieret med Richard af York, og Herbert støttede den York-sagen i Rosekrigene. I 1461 blev Herbert belønnet af Kong Edvard 4. med titlen Baron Herbert af Raglan (efter at have antaget et engelsk efternavn i stedet for det walisiske patronym), og blev slået til ridder af Hosebåndsordenen.
Kort efter den afgørende York-sejr i Slaget ved Towton i 1461 erstattede Herbert Jasper Tudor som jarl af Pembroke, hvilket gav ham kontrol over Pembroke Castle, og dermed det fik han formynderskabet over den unge Henrik Tudor. Imidlertid blev han uvenner med Lord Warwick "Kongemageren" i 1469, da Warwick gjorde oprør mod kongen. Herbert blev fordømt af Warwick og hertugen af Clarence som en af kongens "onde rådgivere". William og hans bror Richard blev henrettet af Lancaster-fraktionen, nu ledet af Warwick, efter Slaget ved Edgecote Moor nær Banbury.
Herbert blev efterfulgt af sin søn, William, men jarldømmet blev overgivet i 1479. Det blev senere genoprettet for hans barnebarn, en anden William Herbert, søn af Black Williams uægte søn, Sir Richard Herbert af Ewyas.

## Ægteskab og børn
Han giftede sig med Anne Devereux, datter af Walter Devereux, Lord Chancellor of Ireland og Elizabeth Merbury. De fik mindst ti børn:
- William Herbert, 2. jarl af Pembroke (5. marts 1451 – 16. juli 1491).
- Sir Walter Herbert. (ca. 1452 – d. 16. september 1507) Gift med Lady Anne Stafford, søster til hertugen af Buckingham.
- Sir George Herbert af St. Julians.
- Philip Herbert af Lanyhangel.
- Cecilie Herbert.
- Maud Herbert. Gift med Henry Percy, 4. jarl af Northumberland .
- Katherine Herbert. Gift George Grey, 2. jarl af Kent .
- Anne Herbert. Gift med John Grey, 1. baron Gray af Powis, 9. Lord af Powys (død 1497).
- Isabel Herbert. Gift med Sir Thomas Cokesey.
- Margaret Herbert. Gift første gang med Thomas Talbot, 2. viscount Lisle og anden gang med Sir Henry Bodringham.

William havde tre uægte sønner, men deres mødres identitet er ubekræftet:
- Sir Richard Herbert af Ewyas. Far til William Herbert, 1. jarl af Pembroke. Sandsynligvis søn af Maud, datter af Adam ap Howell Graunt (Gwynn).
- Sir George Herbert. Søn af Frond verch Hoesgyn. Gift med Sybil Croft.[6]
- Sir William Herbert af Troye. Søn af Frond verch Hoesgyn. Gift anden gang med Blanche Whitney (født Milborne) se Blanche Milborne. De fik to sønner.[7]